# مقبرة ترومبلدور

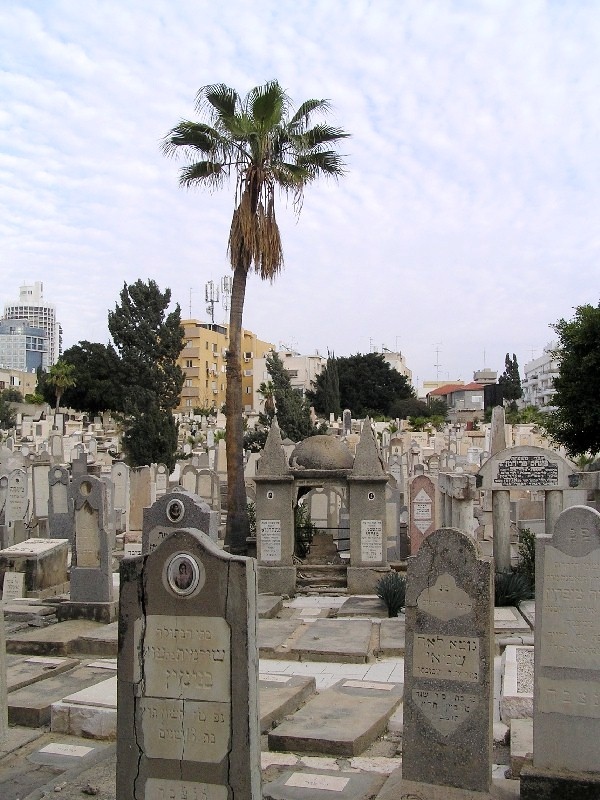
مقبرة ترومبلدور

مقبرة ترومبلدور Trumpeldor Cemetery (بالعبرية: בית הקברות טרומפלדור‏) (ويشار إليها غالبًا باسم «المقبرة القديمة»)، هي مقبرة تاريخية تقع في شارع ترومبلدور في تل أبيب في إسرائيل. وتبلغ مساحتها 10.6 فدان، وتحتوي على قرابة 5000 قبر.

## التاريخ
تأسست المقبرة عام 1902 على قطعة أرض خالية في يافا، قبل ست سنوات من تأسيس حي أحوزات بايت، وهو أول حي في مدينة تل أبيب.وقد دفن بتلك المقبرة الكثير من الشخصيات الهامة والوطنية في إسرائيل. منهم مؤسسو المدينة، وسكانها الأوائل، وشخصيات ثقافية وتاريخية، بما في ذلك موشيه شاريت، ثاني رئيس وزراء لإسرائيل. سميت المقبرة باسم جوزيف ترومبلدور بعد موته ودفنه بها في عام 1920.
وعند افتتاح المقبرة، كان موقعها خارج المدينة بعيدًا عن المناطق المأهولة بالسكان، لكنها اليوم تقع في وسط مدينة تل أبيب، في شمال شارع ترومبلدور، بين شارعي هوفيفي تسيون وتسيون بينسكر، حيث توجد ثلاث بوابات للدخول إلى المقبرة. وأقدم تلك البوابات هي البوابة الشرقية. وتم افتتاح البوابة الرئيسية (البوابة الوسطى) في عام 1926 بعد دفن ماكس نورداو.
وأقدم أجزاء المقبرة هو الجزء الشرقي ويضم قبور القادة الأوائل المؤسسين لمدينة تل أبيب وكذلك يهود يافا. أما الجزء الجنوبي الغربي فيوجد به مقابر شخصيات مشهورة. وقامت هيئة الكومنولث لمقابر الحرب البريطانية، بإدراج المقبرة على أنها مقبرة يهودية في تل أبيب، حيث توجد مقبرة حرب تابعة للكومنولث (1920)، لجندي يهودي من الفرقة 38 البريطانية، المعروفة باسم الفيلق اليهودي.

## مدافن بارزة
- حاييم أرلوزوروف (1899-1933) قائد صهيوني بارز لليشوف خلال فترة الانتداب البريطاني في فلسطين.
- ديفوراه بارون (1887-1956) رائدة في الأدب العبري الحديث.
- برنارد لويس (1916-2018) مؤرخ.
- غيديون بن يسرائيل (1923-2014) عضو في الكنيست.
- حاييم ناحمان بياليك (1873-1934) شاعر إسرائيلي وطني.
- يوسف حاييم برينر (1881-1921) رائد للأدب العبري الحديث
- ماكس برود (1884-1968) مؤلف إسرائيلي من يهود التشيك ناطق بالألمانية، ومؤلف موسيقي وصحفي وصديق مقرب وكاتب سيرة للأديب العالمي فرانتس كافكا.

- شوشانا داماري (1923-2006) مغنية ومؤدية إسرائيلية من أصل يمني.
- مائير ديزنغوف (1861-1936) أول رئيس بلدية لمدينة تل أبيت، وزوجته زينا.
- أريك أينشتاين (1939-2013) مغني إسرائيلي، ومؤلف أغاني وممثل.
- لوفا إلياف (1921-2010) مؤسس حزب العمل الإسرائيلي.
- أحاد هاعام (1856-1927) كاتب مقالات عبرية، وأحد المفكرين البارزين في فترة ما قبل قيام دولة إسرائيل، ومؤسس للصهيونية الثقافية.
- حاييم هاراري (بلومبرغ) (1883-1940) معلم لغة عبرية، وكاتب وناشر وعضو الجمعية العامة الثانية وأحد مؤسسي مدينة تل أبيب.
- يهوديت هاراري (1885-1979) مربية ومعلمة ومعلمة رياض أطفال، وكاتبة وأحد مؤسسي مدينة تل أبيب.
- برنارد هاوسنر (1874-1938) دبلومسي بولندي وعضو في السيم (البرلمان البولندي)
- يسرائيل هازان - ضحية في إطلاق نار تولكرم 1936.
- ماكس سيمون نورداو (1849-1923) قائد صهيوني وطبيب ومؤلف وناقد اجتماعي وأحد مؤسسي المنظمة الصهيونية العالمية، بالاشتراك مع تيودور هرتسل، ورئيس أو نائب للعديد من المؤتمرات الصهيونية.
- ليون رايش (1879-1929) محامي وعضو في السيم (البرلمان البولندي)
- ألكسندر سيسكند «ازار» رابينوفيتش (1854-1945) صهيوني متدين ومؤلف للأدب العبري، ومرشد للأدباء يوسف حاييم برينر وشموئيل يوسف عجنون.
- ديفيد شيموني (1891-1956) حاصل على جائزة بياليك وجائزة إسرائيل وجائزة تشيرنيخوفسكي في الأدب العبري.
- إيساي شور (1875-1941) عالم رياضيات.
- شاؤول تشيرنيخوفسكي (1875-1943) شاعر عبري.